# Ташана
Ташана јесте драма српског књижевника из епохе реализма, Борисава "Боре" Станковића, објављена 1910. године. У овом делу, Станковић описује трагичну судбину једне жене, сагледану кроз призму патријархалне средине везане култом угледа. Свако кршење традиционалних обзира нарушава укорењен ритам живота и изазива тешке унутрашње сукобе. Драма је написана у четири чина.
Бора Станковић врло дубоко залази у психу жене, врши продор у подсвест стања утамничене жене у патријархату. 
Драма Ташана настала је по краткој причи Парапута. Идеју о драми Бора Станковић имао је још 1902. године, а забележено је неколико недовршених верзија, рукописи су изгубљени у ратном периоуд у Нишу. По сећањима и објављеним одломцима писац је драму завршио 1927. године. Сценска верзија приказана је првог јула 1927. године, а текст драме објављен је 1928. у издању Дела Б. Станковића. 